# A Different Man
A Different Man (dt. etwa „Ein anderer Mann“) ist ein US-amerikanischer Spielfilm von Aaron Schimberg aus dem Jahr 2024. Der Psychothriller handelt von einem aufstrebenden Schauspieler, dessen Leben sich nach einer Schönheitsoperation dramatisch verändert. Die Hauptrolle übernahm Sebastian Stan. Das Werk wurde im Januar 2024 beim 40. Sundance Film Festival uraufgeführt. Die internationale Premiere fand im Februar bei der 74. Berlinale im Hauptwettbewerb statt.

## Handlung
Der aufstrebende New Yorker Schauspieler Edward beschließt, sich einem radikalen medizinischen Eingriff zu unterziehen. Er erhält zwar sein „Traumgesicht“, jedoch verändert sich sein Aussehen drastisch. Sein Leben wird zum Albtraum, als er in der Folge eine begehrte Rolle verliert. Daraufhin ist er besessen davon, sie zurückzugewinnen.

## Hintergrund

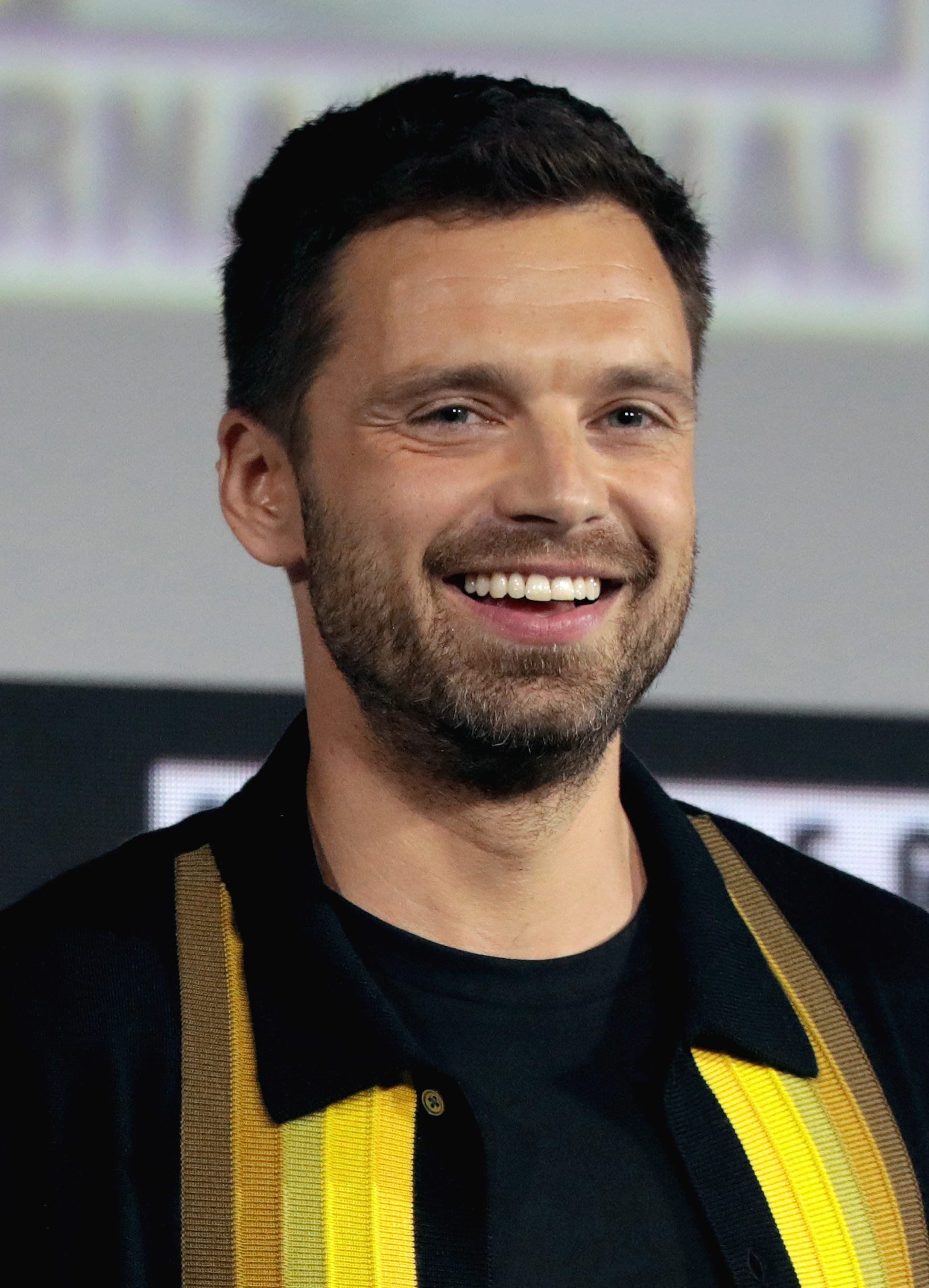
Hauptdarsteller Sebastian Stan (2019)

Es handelt sich um den dritten Spielfilm des preisgekrönten New Yorker Filmemachers Aaron Schimberg nach Go Down Death (2013) und Chained for Life (2018). Zwar waren beide Werke an der Kinokasse nicht erfolgreich, doch brachte ihm Chained for Life Lob seitens der Fachkritik ein. Das Werk handelt von einer attraktiven Filmschauspielerin, die sich bei Dreharbeiten auf einen entstellten Co-Star einlassen muss. Für die Titelrolle in A Different Man wurde Sebastian Stan verpflichtet. In Nebenrollen Edwards Ambitionen verkörpern die norwegische Schauspielerin Renate Reinsve und Adam Pearson.

## Veröffentlichung und Rezeption
A Different Man wurde am 21. Januar 2024 im Rahmen des Sundance Film Festivals uraufgeführt. Dort wurde das Werk in die Sektion Premieres eingeladen. Die internationale Premiere fand am 16. Februar im Rahmen der Berlinale im Hauptwettbewerb statt.
Auf der Website Rotten Tomatoes empfahlen 82 Prozent der dort gelisteten professionellen Kritiker den Film weiter. A Different Man erhielt damit eine Bewertung von 6,7 von 10 möglichen Punkten. Auf Metacritic erhielt der Film einen Metascore von 73 von 100 möglichen Punkten, basierend auf mehr als einem Dutzend ausgewerteten englischsprachigen Kritiken. Dies entspricht allgemein positive Bewertungen („generally favorable reviews“).

## Auszeichnungen
A Different Man erhielt eine Einladung in den Wettbewerb um den Goldenen Bären, den Hauptpreis der Berlinale. Hauptdarsteller Sebastian Stan wurde dort mit dem Silbernen Bären für die beste Hauptrolle ausgezeichnet. Ein Jahr später gewann er auch den Golden Globe Award. Die Maskenbildner Mike Marino, David Presto und Crystal Jurado wurden im Jahr 2025 für den Oscar nominiert.